# Кортелацо (Бреша)
Кортелацо је насеље у Италији у округу Бреша, региону Ломбардија.
Према процени из 2011. у насељу је живело 35 становника. Насеље се налази на надморској висини од 161 м.